# Alloscirtetica brethesi
Alloscirtetica brethesi är en biart som först beskrevs av Jörgensen 1912.  Alloscirtetica brethesi ingår i släktet Alloscirtetica och familjen långtungebin. Inga underarter finns listade i Catalogue of Life.